# 12671 Thörnqvist
(12671) Thörnqvist, denumire internațională (12671) Thornqvist, este un asteroid din centura principală de asteroizi.

## Descriere
12671 Thörnqvist este un asteroid din centura principală de asteroizi. A fost descoperit pe 16 martie 1980 la Observatorul La Silla de Claes-Ingvar Lagerkvist. Asteroidul prezintă o orbită caracterizată de o semiaxă mare de 2,29 ua, o excentricitate de 0,11 și o înclinație de 6,8° în raport cu ecliptica.